# RNF135
RNF135 (англ. Ring finger protein 135) – білок, який кодується однойменним геном, розташованим у людей на короткому плечі 17-ї хромосоми. Довжина поліпептидного ланцюга білка становить 432 амінокислот, а молекулярна маса — 47 888.
| 10         |  | 20         |  | 30         |  | 40         |  | 50         |
| ---------- |  | ---------- |  | ---------- |  | ---------- |  | ---------- |
| MAGLGLGSAV |  | PVWLAEDDLG |  | CIICQGLLDW |  | PATLPCGHSF |  | CRHCLEALWG |
| ARDARRWACP |  | TCRQGAAQQP |  | HLRKNTLLQD |  | LADKYRRAAR |  | EIQAGSDPAH |
| CPCPGSSSLS |  | SAAARPRRRP |  | ELQRVAVEKS |  | ITEVAQELTE |  | LVEHLVDIVR |
| SLQNQRPLSE |  | SGPDNELSIL |  | GKAFSSGVDL |  | SMASPKLVTS |  | DTAAGKIRDI |
| LHDLEEIQEK |  | LQESVTWKEA |  | PEAQMQGELL |  | EAPSSSSCPL |  | PDQSHPALRR |
| ASRFAQWAIH |  | PTFNLKSLSC |  | SLEVSKDSRT |  | VTVSHRPQPY |  | RWSCERFSTS |
| QVLCSQALSS |  | GKHYWEVDTR |  | NCSHWAVGVA |  | SWEMSRDQVL |  | GRTMDSCCVE |
| WKGTSQLSAW |  | HMVKETVLGS |  | DRPGVVGIWL |  | NLEEGKLAFY |  | SVDNQEKLLY |
| ECTISASSPL |  | YPAFWLYGLH |  | PGNYLIIKQV |  | KV         |  |            |

A: Аланін

C: Цистеїн

D: Аспарагінова кислота

E: Глутамінова кислота

F: Фенілаланін

G: Гліцин

H: Гістидин

I: Ізолейцин

K: Лізин

L: Лейцин

M: Метіонін

N: Аспарагін

P: Пролін

Q: Глутамін

R: Аргінін

S: Серин

T: Треонін

V: Валін

W: Триптофан

Кодований геном білок за функцією належить до трансфераз. 
Задіяний у таких біологічних процесах, як імунітет, вроджений імунітет, убіквітинування білків, альтернативний сплайсинг. 
Білок має сайт для зв'язування з іонами металів, іоном цинку. 
Локалізований у цитоплазмі.